# Jean Keutcha
Pour les articles homonymes, voir Keutcha.
Jean Keutcha, né en juin 1923 à Bangangté et mort à Yaoundé le 1er avril 2012.
Après ses études primaires, il entre à l'École Supérieure d'Agriculture de Yaoundé. Il en ressort major en 1940. Ingénieur des Travaux Agricoles, il est l'auteur du livre Le Guide Pratique pour la Taille du Caféier arabica, dédié aux planteurs. Comme Administrateur Civil, Jean Keutcha publie le "Coutumier Bamiléké" à l'usage des Tribunaux coutumiers de la Région administrative de l'Ouest du Cameroun. Il est nommé en 1957, Chef de Cabinet au Ministère d'État chargé des Affaires Réservées du Premier Gouvernement Autonome du Cameroun. Il est par la suite, nommé Chef de Cabinet au Secrétariat d'État à la Présidence chargé de l'Information, des Postes et des Télécommunications. 
J. Keutcha ne quitta les Cabinets ministériels que pour accéder aux postes de commandement. C'est ainsi que deux années avant l'accession du Cameroun oriental à l'indépendance, il est nommé Adjoint au Chef de la Région Bamiléké. Il y exerça ses fonctions cumulativement avec celles de Président du Tribunal de 2ème degré et de Directeur du Bimensuel d'Information. Il devient Sous-Préfet à Bafoussam en 1960, puis Administrateur-Maire de la Commune Mixte Urbaine et Maire de la Commune Rurale. De 1962 à 1964, il est nommé Préfet à la tête du nouveau Département de la Mifi, puis Préfet du Département de la Menoua.
Il est plus tard, appelé au Gouvernement pour être nommé Secrétaire d'État aux Travaux Publics. Il fut alors successivement nommé à la tête du Secrétariat d'État au Développement Rural et au Secrétariat d'État à l'Enseignement.
Le 25 janvier 1971, J. Keutcha est nommé Ministre des Affaires Étrangères de la République Fédérale du Cameroun, puis Ministre des Relations extérieures (1975-1980). C'est à ce titre, qu'il dirigea les délégations camerounaises à de nombreuses conférences internationales. Il devint Ambassadeur itinérant à la présidence de la République quelque temps plus tard.
Après s'être consacré aux mouvements de Jeunesse du Cameroun, il intègre ensuite la vie politique du pays. C'est ainsi qu'il fut militant de l’Union nationale camerounaise (UNC), puis du Rassemblement démocratique du peuple camerounais (RDPC)[réf. souhaitée].
Son épouse, Julienne Keutcha, fut la première femme députée du Cameroun.

## Publications
- Un pays, des hommes, un continent, Les Presses du Management, Noisel, 1991 (en collaboration avec Jacques Mazeau)